# 뱅크 오브 아메리카 플라자 (애틀랜타)
뱅크 오브 아메리카 플라자(Bank of America Plaza)는 미국 조지아주 애틀랜타에 위치한 마천루이다. 미국 전체에서 23번째로 높은 마천루이자 미국 남동부에서 가장 높은 마천루이다.

## 같이 보기
- 미국의 마천루 목록